# Запаро-Мар'ївка
Запа́ро-Ма́р'ївка — село Олександрівської селищної громади Краматорського району Донецької області, Україна. У селі мешкає 441 людей.

## Відомі люди
- В селі народився  Волошин Микола Григорович (1941—2019) — український театральний режисер, заслужений діяч мистецтв України.